# Joginder Singh
Pour les articles homonymes, voir Singh.
Sardar Joginder Singh Bhachu, surnommé le premier un Flying Sikh, né le 9 février 1932 à Kericho (Kenya) et mort le 20 octobre 2013 à Londres, est un pilote de rallyes kenyan.

## Biographie

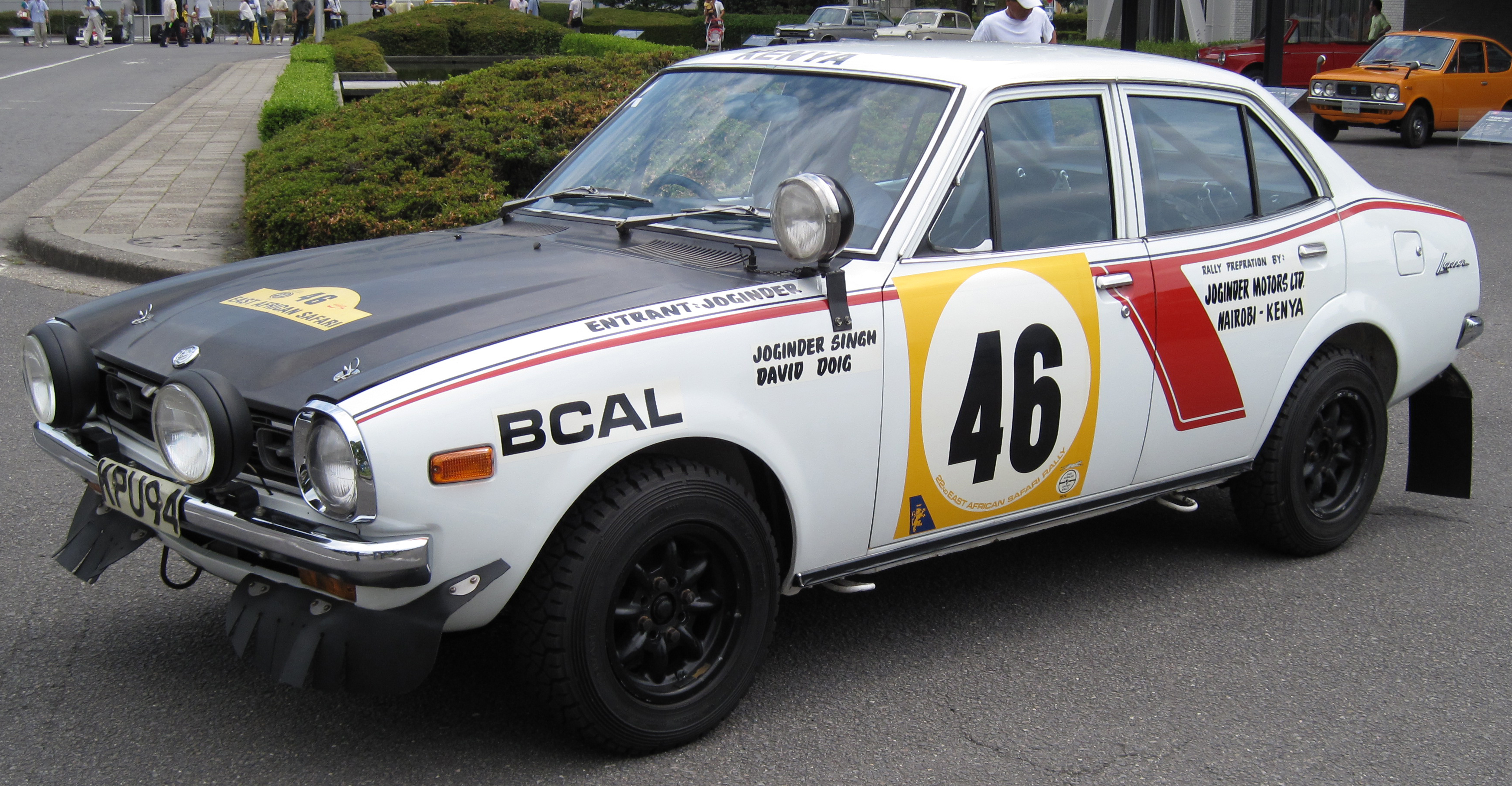
La Mitsubishi Colt Lancer victorieuse du Safari Rally en 1974, avec J.Singh.

### Jeunesse et carrière de pilote
Joginder Singh est l'aîné des dix enfants de Sardar Battan Singh et de Sardarni Swaran Kaur.
Il fait ses études à Nairobi, débutant dans la vie comme mécanicien dans le garage paternel.
En 1958, il devient le premier Président de la Royal East African Automobile Association, alors qu'il vient tout juste, à 26 ans, de débuter en compétition automobile.
Il a participé au Safari Rally à 22 reprises (8 en WRC) jusqu'en 1980, réussissant à terminer l'épreuve 19 fois, ce qui constitua longtemps un record mondial pour une épreuve internationale de rallye. Cette année-là, âgé alors de 48 ans, il est encore 14e au classement général de cette 28e édition et ultime épreuve kényane pour lui, sur sa Mercedes 450 SLC 5.0. 
Il est la première personne d'origine asiatique à emporter une compétition internationale de rallye. 
Il est aussi le premier pilote à remporter l'épreuve à trois reprises, et fait aussi partie des Unsinkable Seven, surnom donné à sept très rares pilotes qui réussirent à finir jusqu'au terme, à Nairobi, les très éprouvantes éditions de 1963 et 1968.

### Activités d'après-carrière
Il fut l'invité vedette lors du cinquantenaire du Safari Rally en 2003, et même nommé Président de course pour l'édition 2007 de l'Historic Safari Rally.
Retiré durant les années 1980 au Royaume-Uni, Joginder Singh a résidé au Canada jusqu'à sa mort.

## Palmarès

### Deux victoires en WRC
| # | Course                                 | Année | Copilote   | Voiture                    |
| - | -------------------------------------- | ----- | ---------- | -------------------------- |
| 1 | 22e East African Safari Rally du Kenya | 1974  | David Doig | Mitsubishi Colt Lancer     |
| 2 | 24e East African Safari Rally du Kenya | 1976  | David Doig | Mitsubishi Lancer 1600 GSR |

### Autres victoires
- 1965: 13e East African Safari Rally du Kenya (pas encore de WRC), sur Volvo PV544 (châssis KHT 184), avec pour copilote son frère Jaswant Singh (alors que sa voiture, déjà utilisée en 1963 et 1964 durant l'épreuve par Tom Trana, et affichant déjà plus de 42000 miles au compteur en compétitions, portait également le numéro 13 au départ, dans un pays où la superstition tenait encore un rôle non négligeable à l'époque);
- Au total plus de 60 victoires, lors de rallyes des trois championnats nationaux du Kenya, de l'Ouganda et de la Tanzanie, tous trois pays d'Afrique de l'Est.

### Autres podiums
- 2e de l'East African Safari Rally du Kenya en 1970 (en Championnat International des Constructeurs - IMC);
- 2e du Rallye de Côte d'Ivoire Bandama en 1977 (en FIACD);
- Classé à trois reprises dans les cinq premiers du réputé Southern Cross Rally de Perth (Australie), durant les années 1970.

## Récompenses
- 1970 et 1976: Kenya's Motor Sportsman of the Year awards.